# Demareción

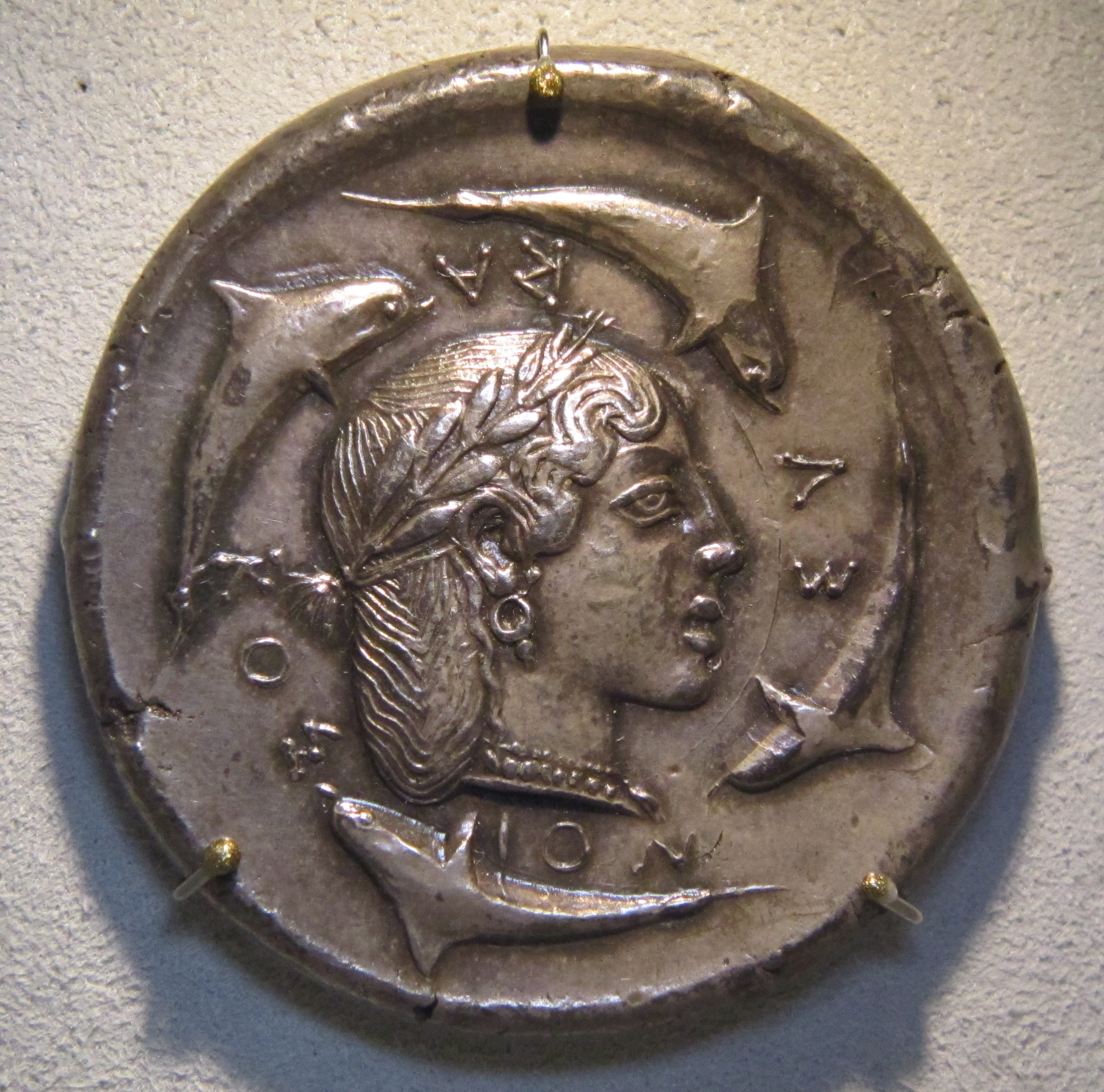
Gabinete de monedas de Berlín

El demareción (en griego clásico Δημαρέτειον) es una moneda siciliana del siglo V a. C. que recibió este nombre porque según Hesiquio de Alejandría, Demareta entregó todas sus alhajas a su esposo Gelón I para que se fundieran y se acuñaran monedas.
Diodoro Sículo refiere que al ser los cartagineses vencidos por Gelón de Siracusa, ofrecieron a la esposa de éste una corona de oro de 100 talentos por la intervención que había tenido para que les fueran favorables las condiciones al firmarse la paz y no se les tratara con los rigores del vencido.
Demareta mandó acuñar con este oro una moneda, que por nombre llamó demareción, que valía 10 dracmas áticas y que se denominó también en Sicilia pentecontalitrón, refiriéndose a su peso.